# 동진초등학교 (경남)
동진초등학교는 대한민국 경상남도 진주시에 있는 공립 초등학교이다.

## 학교 연혁
- 1986년 4월 30일: 상평국민학교 설립인가
- 1989년 3월 1일: 동진국민학교로 교명변경
- 2004년 8월 27일: 동진초등학교로 개명인가
- 2009년 11월 23일: 제9회 졸업식(212명)
- 2013년 6월 14일: 버드나무도서관 완공인가
- 2017년 3월 2일: 제10회 입학식(924명)
- 2021년 2월 21일: 제11회 졸업식(982명)

## 참고 자료
- 동진초등학교 - 한국교육학술정보원 학교알리미